# Eugene McDermott
Eugene McDermott (12 de fevereiro de 1899 no Brooklyn, Nova York - 23 de agosto de 1973 em Dallas, Texas) foi um engenheiro e geofísico que co-fundou a Geophysical Service Incorporated (GSI) em 1930 e mais tarde sua empresa-mãe Texas Instruments em 1951. Uma de suas invenções patenteadas mais amplamente aclamadas foi para equipamentos de exploração de petróleo, relacionados ao uso inicial de sismógrafos de reflexão, ainda amplamente utilizados hoje na exploração de petróleo para mapear estratos de rochas subterrâneas usando tecnologia de ondas sonoras. Outras invenções variaram de aplicações geoquímicas a guerra antissubmarino, muitas vezes com foco no uso de sonar.